# Moritz Eichberg
Moritz Eichberg, geborener Moses Eichberg  (* 18. Dezember 1806 in Mergentheim; † 21. November 1892 in Stuttgart) war ein deutscher Sänger und Chasan (Kantor) in Stuttgart.

## Leben
Moritz Eichberg wurde als Moses Eichberg geboren. Sein Vater war der in Bechhofen geborene Chasan Samuel Jonas Eichberg, seine Mutter hieß Pauline (Peisele), geb. Loew. Sie stammte aus Affaltrach. Moritz Eichberg war das achte Kind, das aus dieser Verbindung hervorging. Er absolvierte seine Talmudstudien in Fürth und assistierte dann seinem Vater; 1832 legte er das vorgeschriebene Lehrerexamen ab. Danach war er als Lehrer und Kantor in Stuttgart tätig, wo er sich 1832 erfolgreich um das Amt des Vorsängers in der neu gegründeten Gemeinde beworben hatte und 1834 endgültig eingestellt worden war. 1837 wurde die neue Synagoge in der Langen Straße 16 gebaut. An der musikalischen Gestaltung der Einweihung war neben Moritz Eichberg auch die Hofkapelle beteiligt. Fast 30 Jahre lang wurde dieses Gotteshaus genutzt und Eichberg fungierte darin als Vorsänger (Tenor). Dann wurde in der Hospitalstraße 36 die neue Synagoge im maurischen Stil errichtet, in der Eichberg ebenfalls noch Chasan war.
Eichberg brachte laut einem Zeitungsbericht etwa 60 Dienstjahre, davon 50 in Stuttgart, hinter sich und wurde kurz vor seinem Eintritt in den Ruhestand mit der goldenen Medaille für Kunst und Wissenschaft ausgezeichnet. Außerdem erhielt er ein Ehrengeschenk von 2000 Mark und ein Ruhegehalt. Moritz Eichberg hatte als Sachverständiger über Mayer Levis Kompendium der synagogalen Gesänge zu urteilen. Er beanstandete unter anderem die Beibehaltung der Vokalisen und verhinderte letzten Endes, dass Levis Sammlung gedruckt wurde.

## Familie
Am 23. Mai 1837 heiratete Moritz Eichberg in Bamberg Eleonore Seligsberg (* 1811; † 1881). Aus der Ehe gingen fünf Töchter hervor. Die Familie lebte gegenüber dem Konservatorium in Stuttgart; vier der Töchter galten als musikalisch, drei machten Karriere als Musikerin. Moritz Eichberg und seine Frau sind auf dem Pragfriedhof bestattet.
Pauline Eichberg, verh. Weiller, die älteste Tochter, wurde Pianistin, Bertha Eichberg Harfenistin und die vierte Tochter Julie Eichberg, verh. Rosewald, wurde Sängerin. Sie versah nach Beendigung ihrer Bühnenkarriere neun Jahre lang Kantorsdienste im Temple Emanu-El in San Francisco. Als 1906 sowohl die Synagoge als auch Julie Eichbergs Wohnstatt in San Francisco durch das Erdbeben zerstört wurden, befand sie sich jedoch nicht vor Ort, sondern weilte zu einem Kuraufenthalt in Wildbad.
Ob Moritz Eichberg auch Söhne hatte, scheint nicht hinreichend geklärt zu sein. Auf dem Hoppenlaufriedhof in Stuttgart ist der Grabstein eines Kindergrabes für einen Teodor Samuel Eichberg erhalten geblieben, der am 19. März 1843 geboren wurde. Joachim Hahn u. a. halten es für möglich, dass Teodor Samuel Eichberg ein Sohn Moritz Eichbergs war. Ferner lebte von 1845 bis 1898 der Musiker und Musikschriftsteller Oskar Eichberg, dessen Geburtsdatum 22. Januar 1845 sich ebenfalls mit den belegten Geburtsdaten der Töchter Moritz Eichmanns harmonisch zusammenbringen ließe. Dieser Oskar Eichberg soll allerdings in Berlin geboren sein.